# Liste des sénateurs de la province de Kinshasa
Voici un historique des sénateurs pour la Ville Province de Kinshasa.
La Ville Province de Kinshasa compte le plus grand nombre de sénateurs (huit au total) comparé aux autres provinces de la République démocratique du Congo. 
Les sénateurs de Kinshasa sont élus au second degré par l'Assemblée provinciale de Kinshasa.

## Mandature 2019-2024
L'élection des sénateurs a lieu le 15 mars 2019, la validation des mandats se déroule le 5 avril 2019 au siège de Sénat. 
| Prénom Nom Post-Nom         | Sexe | Parti        | Notes           |
| --------------------------- | ---- | ------------ | --------------- |
| Eric Roubouye Hakizimwami   | M    | ACO          | élu par 6 voix  |
| Valentin Gerengo N'Vene     | M    | MLC          | élu par 4 voix  |
| Patrick Lubala Birhashirwa  | M    | ADRP         | élu par 4 voix  |
| Ange Ziaka Angelani         | F    | ACO          | élue par 3 voix |
| Augustin Salabia Isambakana | M    | AAB          | élu par 3 voix  |
| Adonis Ngambani Ngovoli     | M    | indépendant  | élu par 3 voix  |
| Didier Mumengi Tshikudi     | M    | Le Mouvement | élu par 3 voix  |
| Didier Molisho Sadi         | M    | MS           | élu par 2 voix  |

## Mandature 2007-?
Le Mouvement de Libération du Congo (MLC) est en tête avec quatre sénateurs, tandis que le Parti du Peuple pour la Reconstruction et la Démocratie (PPRD) vient en deuxième position avec deux sénateurs.
| Sénateur                         | Première élection |
| -------------------------------- | ----------------- |
| Ève Bazaiba (MLC)                | 2007              |
| Jean-Pierre Bemba (MLC)          | 2007              |
| Ignace Ndebo (PPRD)              | 2007              |
| Nkongo Budina Nzau (Indépendant) | 2007              |
| Bernadette Nkoy Mafuta (MLC)     | 2007              |
| David Nku Imbie (PPRD)           | 2007              |
| Moïse Nyarugabo (RCD)            | 2007              |
| Romain Nymi (MLC)                | 2007              |